# Carlet d'ovella (grup de bolets)
Els carlets d'ovella són carlets amb barret de tonalitats brunes (color bru vermellós, ataronjat, ferruginós, avellana a bru pàl·lid); poden estar desproveïts de restes de vel o bé disposar d’un anell fibrós o bé una calça:

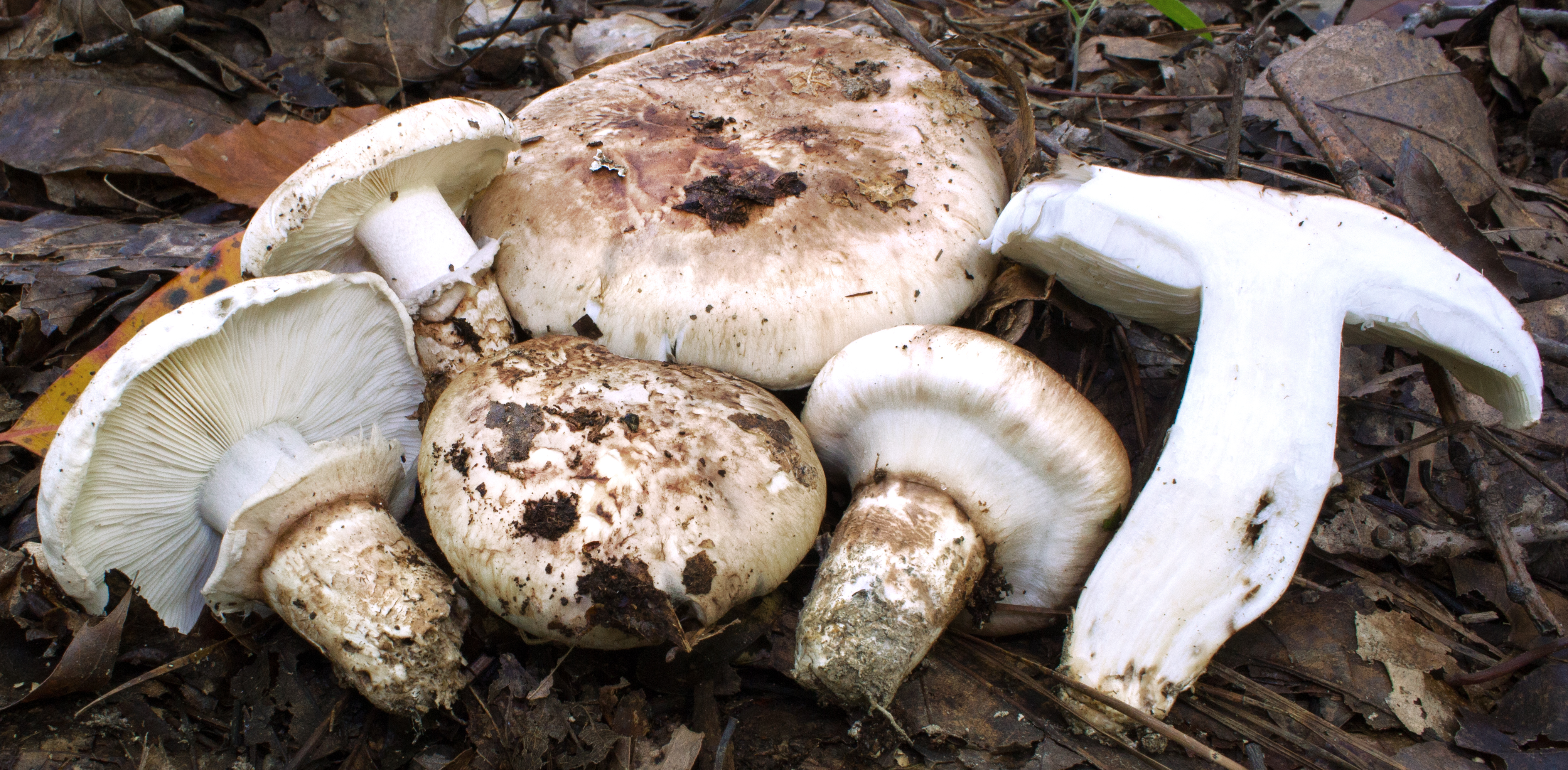
Moreu o garlandí (Tricholoma caligatum)

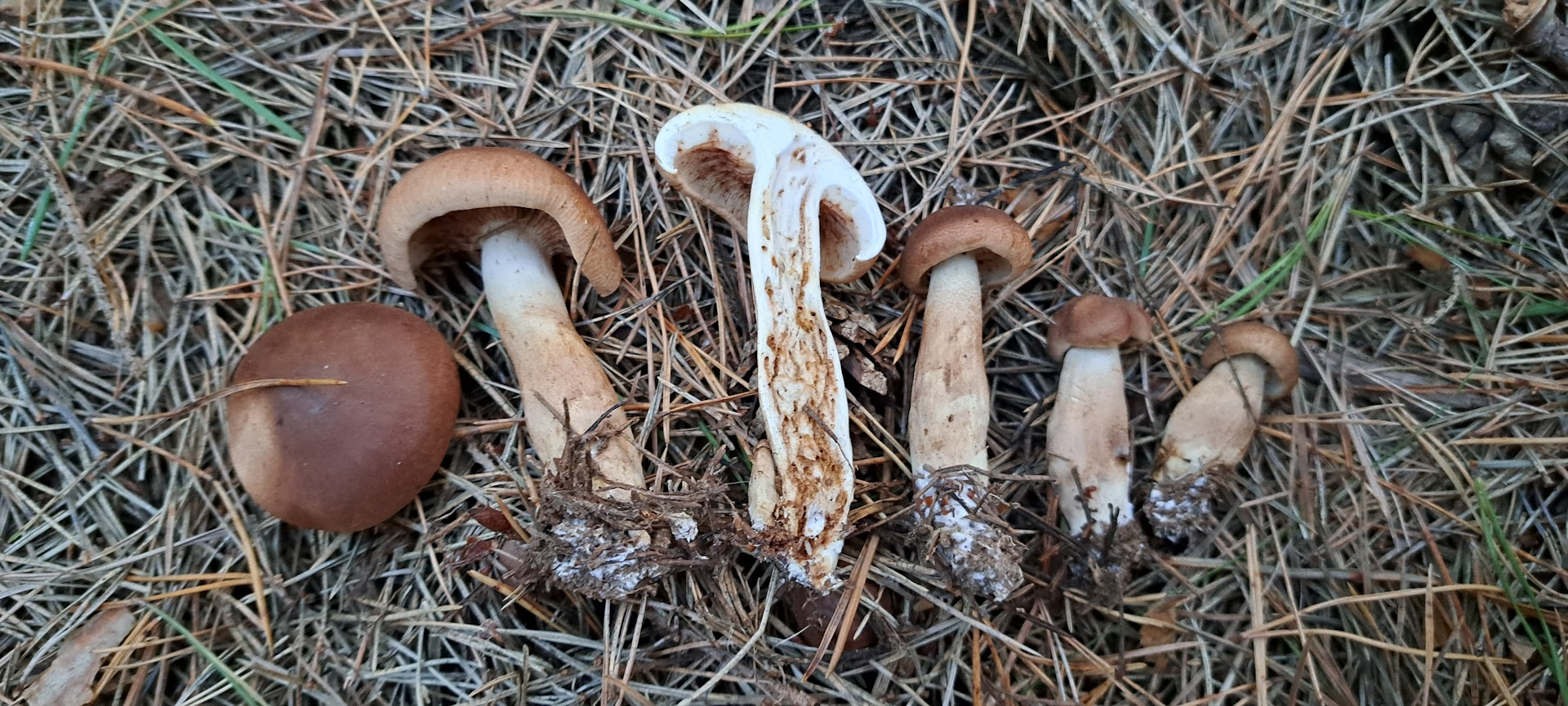
Carlet d'ovella escatós (Tricholoma imbricatum)

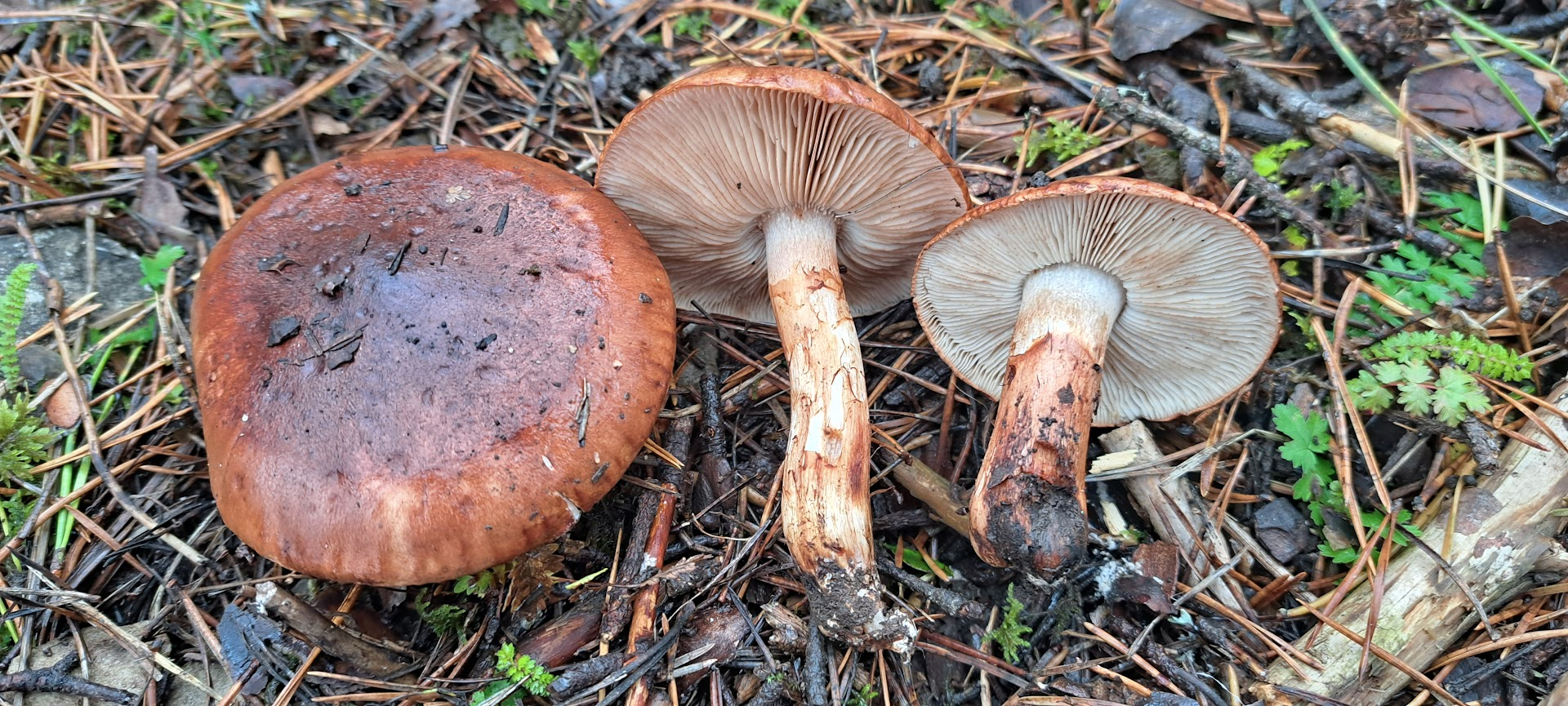
Carlet d'ovella (Tricholoma batschii)

Diferenciem tres grups de carlets d'ovella:
- Carlets de cama amb un anell evident, persistent i membranós (Grup dels carlets d’ovella calçats):
  - Tricholoma caligatum, moreu
  - Tricholoma focale, moreu ataronjat
  - Tricholoma ilkkae, moreu de muntanya
  - Hebeloma radicosum, moreu de rel

- Carlets de color bru ataronjat a bru fosc i cutícula seca, de gairebé llisa a vellutada o esquamosa (Grup dels carlets d’ovella secs):
  - Tricholoma imbricatum, carlet d’ovella escatós
  - Tricholoma inodermeum,
  - Tricholoma psammopus, carlet d’ovella puntejat
  - Tricholoma vaccinum, carlet d’ovella de pícea
  - Lepista amara, carlet amarg de pi
  - Tricholoma aurantium, carlet d’ovella taronja

- Carlets de color bru ataronjat a bru fosc i cutícula més o menys viscosa en temps humit (Grup dels carlets d’ovella viscosos):
  - Tricholoma batschii, carlet d’ovella
  - Tricholoma colossus, carlet d’ovella colossal
  - Tricholoma ustaloides, carlet d’ovella amarg
  - Tricholoma fulvum, carlet d’ovella de carn groga
  - Tricholoma cedretorum, carlet d’ovella dels cedres
  - Tricholoma populinum, carlet d’ovella dels pollancres
  - Tricholoma quercetorum, carlet d’ovella dels roures
  - Tricholoma stans, carlet d’ovella dels roures
  - Tricholoma striatum, carlet d’ovella dels roures
  - Tricholoma pessundatum, carlet d’ovella dolç
  - Tricholoma albobrunneum, carlet d’ovella fibrós
  - Tricholoma ustale, carlet d’ovella fosc